# アセチレンランプ

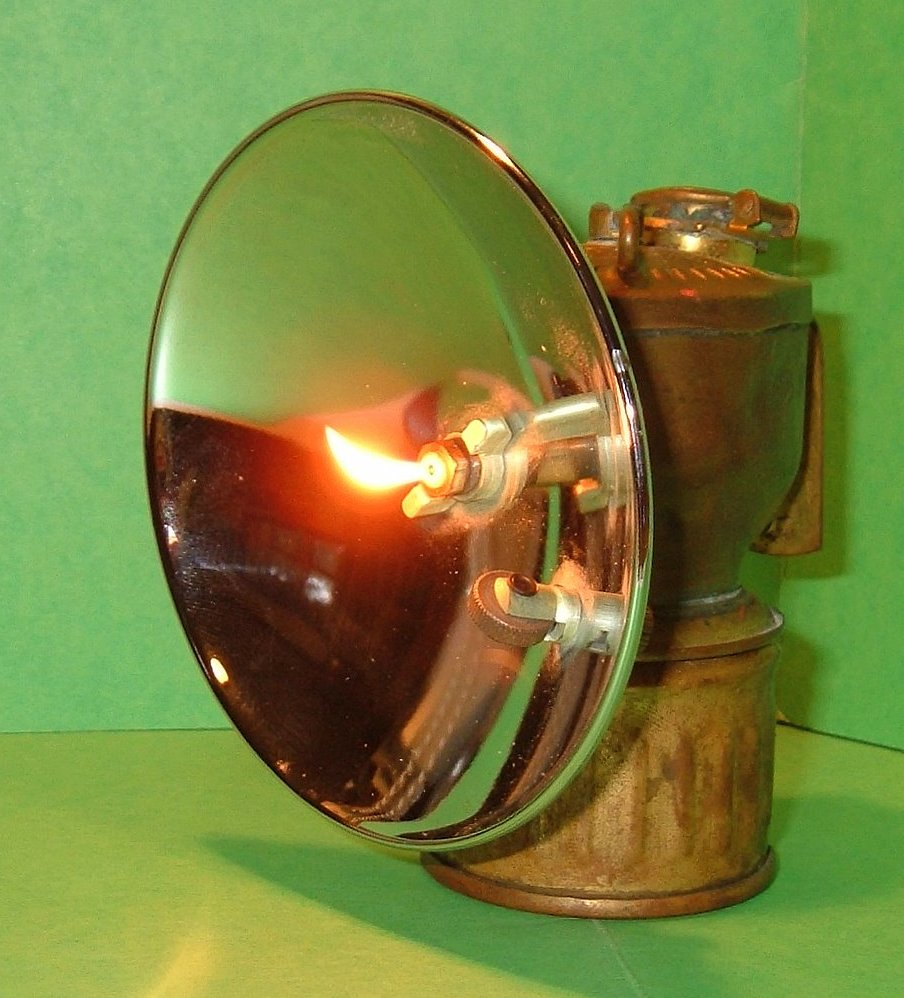
点灯したアセチレンランプ

アセチレンランプ (acetylene lamp)、カーバイドランプ (carbide lamp) は炭化カルシウム（カルシウムカーバイド） CaC2 と水を反応させ、発生したアセチレンを燃焼させる単純な構造のランプである。

## 概要
機構が単純なため、小型化して手提げ式や、ヘルメットに装着する小型軽量のものを製作でき、かつて鉱山などで用いられていた。しかし、炭鉱ではメタンや一酸化炭素など爆発性のガスが存在し、大気中に浮遊する石炭粉末も粉塵爆発を起こす危険もあったため、裸火を露出するアセチレンランプは危険であり、使用が避けられるようになっていった。代わりにデービー灯などの安全灯が使われた。粘板岩や銅、スズの鉱山ではそのような危険がないためアセチレンランプが使用されていたが、近代になると電気灯が使われるようになっていった。また、初期の自動車や自転車でヘッドライトとして広く使われていたが、この用途も完全に廃れており、電気灯で完全に置き換えられている。
アセチレンランプは、電気照明より長時間の間、強力な光を発する利点があり、ケービング（洞窟探検）などで地下にもぐる際や、漁業等で近年まで利用されていた。特に河川での夜間のテナガエビ取り、夜釣り、海でのヒイカ漁では、アセチレンランプ独特の光による集魚効果も相まって重宝された。日本では昭和初期から昭和40年代頃まで縁日等の夜店の照明にも用いられた。
現在では電気灯やLED灯に代替されて実用的な照明装置としての役割はほぼ終わり、入手も困難になりつつある。現在はかつての製造メーカーが、ネット等を介して在庫を細々と販売している程度である。釣り道具屋などに、夜釣り用の古い在庫が残っている場合もある。海外には、古いランプを収集するコレクターも存在している。

## 装置

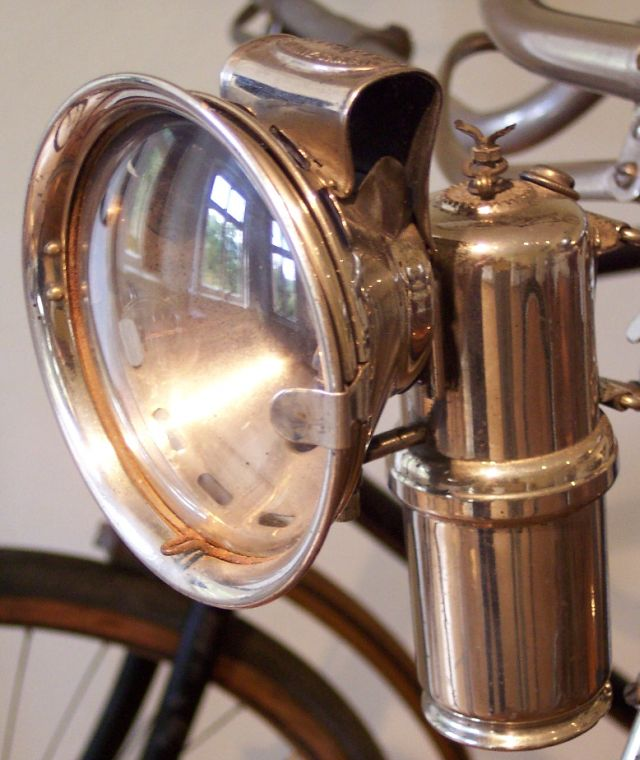
自転車に取り付けられたアセチレンランプ

カルシウムカーバイドのペレットか塊を容器の下（発生室）に入れる。次に、上部に水を満たす。水の滴下速度はスクリューバルブなどで調節できるようになっており、それによりアセチレンの発生量を制御する。すなわち、炎の大きさも水の滴下速度で調節する。炎を発生させるには初めにガスに点火する必要がある。アセチレンランプには、ライターと同様の火打石（フリント）を使用した回転式の点火装置が備え付けられているものが多い。
普通は燃焼部の後ろに反射板がつけられており、炎の明かりを集めて一定方向を照らせるようになっている。アセチレンランプの炎は明るく、光量も多い。懐中電灯ほど収束した光線を発生させないため広範囲を照らすことができ、ケービングに使う場合、アセチレンランプはこの点が好まれる。
燃焼を別として、カルシウムカーバイドと水の反応自体もかなりの熱を発生させる。寒い洞窟内では暖をとるのに有効である。
カーバイドが反応しつくすと、発生室には消石灰（水酸化カルシウム）からなる残渣がたまるので捨て、新たなカーバイドを補給する。残渣は「カーバイトかす」として産業廃棄物上の「汚泥」に分類され、各市町村の規定により処理しなくてはならない。
アセチレンランプ（カーバイドランプ）の小さなものは「カーバイドキャンドル (carbide candle)」と呼ばれ、ライフル銃の照準器を黒くしてつや消しするのに用いられる。アセチレンの炎はすすを多く発生させるため、この目的に適している。
かつては金属表面の傷に染み込んだ油がカーバイトキャンドルの炎で加熱されると滲み出てくることを利用した探傷試験（いぶし検査）の手法もあったが、浸透探傷試験をはじめとする各種探傷試験の普及や、全体的に機械部品の割損が減った今日においては、採用されない手法である。

## ケービングでの利用
洞窟調査ではリーダーや「ポイント」係によって好んで使われる。彼らは洞窟内で調査の基点となるような場所を見つけ出さねばならない。ススの多いアセチレンの炎は、洞窟の壁を傷つけず、毒性がなく、また簡単に取り除くことのできる印をつけるのに用いることができる。洞窟の中で方位磁針を使う場合、明かりを近づけて照らす必要があるため、針を狂わせることがないように、真鍮など磁性を帯びない材質のものが特に好まれる。磁石が引き寄せられるかどうかで個々の部品が使用に適すかどうか判別できるが、本体が真鍮製でも反射板がステンレス鋼製である場合もあるため注意が必要である。オーステナイト系ステンレス鋼は問題ないとされる。
上記のような利用法の他に、ケービングではアセチレンランプの耐久性や明かりの質も好まれる。かつては重量あたり発生させることのできる光量が電池と比べて有利であるとされたが、高輝度LEDが現れたことにより、その利点は失われた。アセチレンを発生する反応は発熱的であるため、ランプの反応部は熱を帯びる。これを利用して手のひらを暖めることができる。また、炎による熱も体を温めるのに使うことができる。

## 歴史
アメリカ合衆国で最初に発明されたアセチレンランプはフレデリック・ボールドウィン (Frederick Baldwin) によるもので、1900年8月28日にニューヨークで特許が取得された。
ほかに初期の形式のものはミネソタ州ダルースで1902年10月21日に取得された特許にも見ることができる。